# Lijst van afleveringen van The Bridge
Dit is een lijst met afleveringen van de Deense/Zweedse televisieserie The Bridge. Een overzicht van alle afleveringen is hieronder te vinden.

## Seizoen 1 (2011)
| nr. in serie | nr. in seizoen | Regisseur         | Schrijver       | Uitzenddatum /    | Kijkcijfers DR + DR HD | Kijkcijfers | Uitzenddatum     |
| ------------ | -------------- | ----------------- | --------------- | ----------------- | ---------------------- | ----------- | ---------------- |
| 1            | 1              | Charlotte Sieling | Hans Rosenfeldt | 21 september 2011 | 876.000 + 108.000      | 1.030.000   | 20 oktober 2012  |
| 2            | 2              | Charlotte Sieling | Hans Rosenfeldt | 28 september 2011 | 660.000 + 128.000      | 970.000     | 27 oktober 2012  |
| 3            | 3              | Charlotte Sieling | Hans Rosenfeldt | 5 oktober 2011    | 712.000 + 57.000       | 787.000     | 3 november 2012  |
| 4            | 4              | Charlotte Sieling | Hans Rosenfeldt | 12 oktober 2011   | 589.000 + 79.000       | 865.000     | 10 november 2012 |
| 5            | 5              | Lisa Siwe         | Hans Rosenfeldt | 19 oktober 2011   | 652.000 + 86.000       | 925.000     | 17 november 2012 |
| 6            | 6              | Lisa Siwe         | Hans Rosenfeldt | 26 oktober 2011   | 668.000 + 48.000       | 915.000     | 24 november 2012 |
| 7            | 7              | Henrik Georgsson  | Hans Rosenfeldt | 2 november 2011   | 668.000 + 71.000       | 834.000     | 1 december 2012  |
| 8            | 8              | Henrik Georgsson  | Hans Rosenfeldt | 9 november 2011   | 610.000 + 120.000      | 880.000     | 8 december 2012  |
| 9            | 9              | Henrik Georgsson  | Hans Rosenfeldt | 17 november 2011  | 803.000 + 89.000       | 945.000     | 15 december 2012 |
| 10           | 10             | Henrik Georgsson  | Hans Rosenfeldt | 23 november 2011  | 803.000 + 89.000       | 935.000     | 22 december 2012 |

## Seizoen 2 (2013)
| nr. in serie | nr. in seizoen | Regisseur(s)                       | Schrijver       | Uitzenddatum /    | Kijkcijfers | Kijkcijfers | Uitzenddatum     |
| ------------ | -------------- | ---------------------------------- | --------------- | ----------------- | ----------- | ----------- | ---------------- |
| 11           | 1              | Henrik Georgsson                   | Hans Rosenfeldt | 22 september 2013 | 818.000     | 1.287.000   | 18 augustus 2014 |
| 12           | 2              | Henrik Georgsson                   | Hans Rosenfeldt | 29 september 2013 | 908.000     | 1.232.000   | 19 augustus 2014 |
| 13           | 3              | Henrik Georgsson                   | Hans Rosenfeldt | 6 oktober 2013    | 871.000     | 1.105.000   | 20 augustus 2014 |
| 14           | 4              | Henrik Georgsson                   | Hans Rosenfeldt | 13 oktober 2013   | 854.000     | 1.290.000   | 21 augustus 2014 |
| 15           | 5              | Morten Arnfred & Kathrine Windfeld | Hans Rosenfeldt | 20 oktober 2013   | 924.000     | 1.237.000   | 22 augustus 2014 |
| 16           | 6              | Morten Arnfred & Kathrine Windfeld | Hans Rosenfeldt | 27 oktober 2013   | 940.000     | 1.205.000   | 25 augustus 2014 |
| 17           | 7              | Morten Arnfred & Kathrine Windfeld | Hans Rosenfeldt | 3 november 2013   | 1.125.000   | 1.318.000   | 26 augustus 2014 |
| 18           | 8              | Morten Arnfred & Kathrine Windfeld | Hans Rosenfeldt | 10 november 2013  | 920.000     | 1.163.000   | 27 augustus 2014 |
| 19           | 9              | Henrik Georgsson                   | Hans Rosenfeldt | 17 november 2013  | 989.000     | 1.243.000   | 28 augustus 2014 |
| 20           | 10             | Henrik Georgsson                   | Hans Rosenfeldt | 24 november 2013  | 1.088.000   | 1.367.000   | 29 augustus 2014 |

## Seizoen 3 (2015)
| nr. in serie | nr. in seizoen | Regisseur        | Schrijver       | Uitzenddatum /    | Kijkcijfers | Kijkcijfers | Uitzenddatum      |
| ------------ | -------------- | ---------------- | --------------- | ----------------- | ----------- | ----------- | ----------------- |
| 21           | 1              | Henrik Georgsson | Hans Rosenfeldt | 27 september 2015 | 839.000     | 1.489.000   | 22 augustus 2016  |
| 22           | 2              | Henrik Georgsson | Hans Rosenfeldt | 4 oktober 2015    | 813.000     | 1.471.000   | 23 augustus 2016  |
| 23           | 3              | Henrik Georgsson | Hans Rosenfeldt | 11 oktober 2015   | 777.000     | 1.271.000   | 24 augustus 2016  |
| 24           | 4              | Henrik Georgsson | Hans Rosenfeldt | 18 oktober 2015   | 898.000     | 1.497.000   | 25 augustus 2016  |
| 25           | 5              | Rumle Hammerich  | Hans Rosenfeldt | 25 oktober 2015   | 878.000     | 1.415.000   | 26 augustus 2016  |
| 26           | 6              | Rumle Hammerich  | Hans Rosenfeldt | 1 november 2015   | 919.000     | 1.424.000   | 29 augustus 2016  |
| 27           | 7              | Rumle Hammerich  | Hans Rosenfeldt | 8 november 2015   | 826.000     | 1.567.000   | 30 augustus 2016  |
| 28           | 8              | Rumle Hammerich  | Hans Rosenfeldt | 15 november 2015  | 909.000     | 1.398.000   | 31 augustus 2016  |
| 29           | 9              | Henrik Georgsson | Hans Rosenfeldt | 22 november 2015  | 828.000     | 1,339,000   | 01 september 2016 |
| 30           | 10             | Henrik Georgsson | Hans Rosenfeldt | 29 november 2015  | 881.000     | 1.506.000   | 02 september 2016 |

## Seizoen 4 (2018)
| nr. in serie | nr. in seizoen | Regisseur        | Schrijver       | Uitzenddatum /   | Kijkcijfers | Kijkcijfers | Uitzenddatum |
| ------------ | -------------- | ---------------- | --------------- | ---------------- | ----------- | ----------- | ------------ |
| 31           | 1              | Henrik Georgsson | Hans Rosenfeldt | 1 januari 2018   | 832.000     | 1.647.000   | 27 juli 2018 |
| 32           | 2              | Henrik Georgsson | Hans Rosenfeldt | 7 januari 2018   | 902.000     | 1.718.000   |              |
| 33           | 3              | Henrik Georgsson | Hans Rosenfeldt | 14 januari 2018  | 849.000     | 1.620.000   |              |
| 34           | 4              | Henrik Georgsson | Hans Rosenfeldt | 21 januari 2018  | 788.000     | 1.566.000   |              |
| 35           | 5              | Rumle Hammerich  | Hans Rosenfeldt | 28 januari 2018  | 767.000     | 1.466.000   |              |
| 36           | 6              | Rumle Hammerich  | Hans Rosenfeldt | 4 februari 2018  | 788.000     | 1.677.000   |              |
| 37           | 7              | Rumle Hammerich  | Hans Rosenfeldt | 11 februari 2018 | 740.000     | 1.546.000   |              |
| 38           | 8              | Rumle Hammerich  | Hans Rosenfeldt | 18 februari 2018 | 813.000     | 1.588.000   |              |